# غونار ديبواد
غونار ديبواد (بالنرويجية البوكمول: Gunnar Dybwad)‏ هو لاعب كرة قدم نرويجي، ولد في 21 أغسطس 1928 في ستاينشار في النرويج، وتوفي في 9 مايو 2012. شارك مع منتخب النرويج لكرة القدم. أما مع النوادي، فقد لعب مع نادي إوسترسوند ‏.

## وصلات خارجية
- غونار ديبواد على موقع اتحاد النرويج (النرويجية)
- غونار ديبواد على موقع قاعدة بيانات كرة القدم.إي يو (الإنجليزية)
- غونار ديبواد على موقع ناشيونال فوتبول تيمز (الإنجليزية)
- غونار ديبواد على موقع عالم كرة القدم.نت (الإنجليزية)